# 配当金領収証

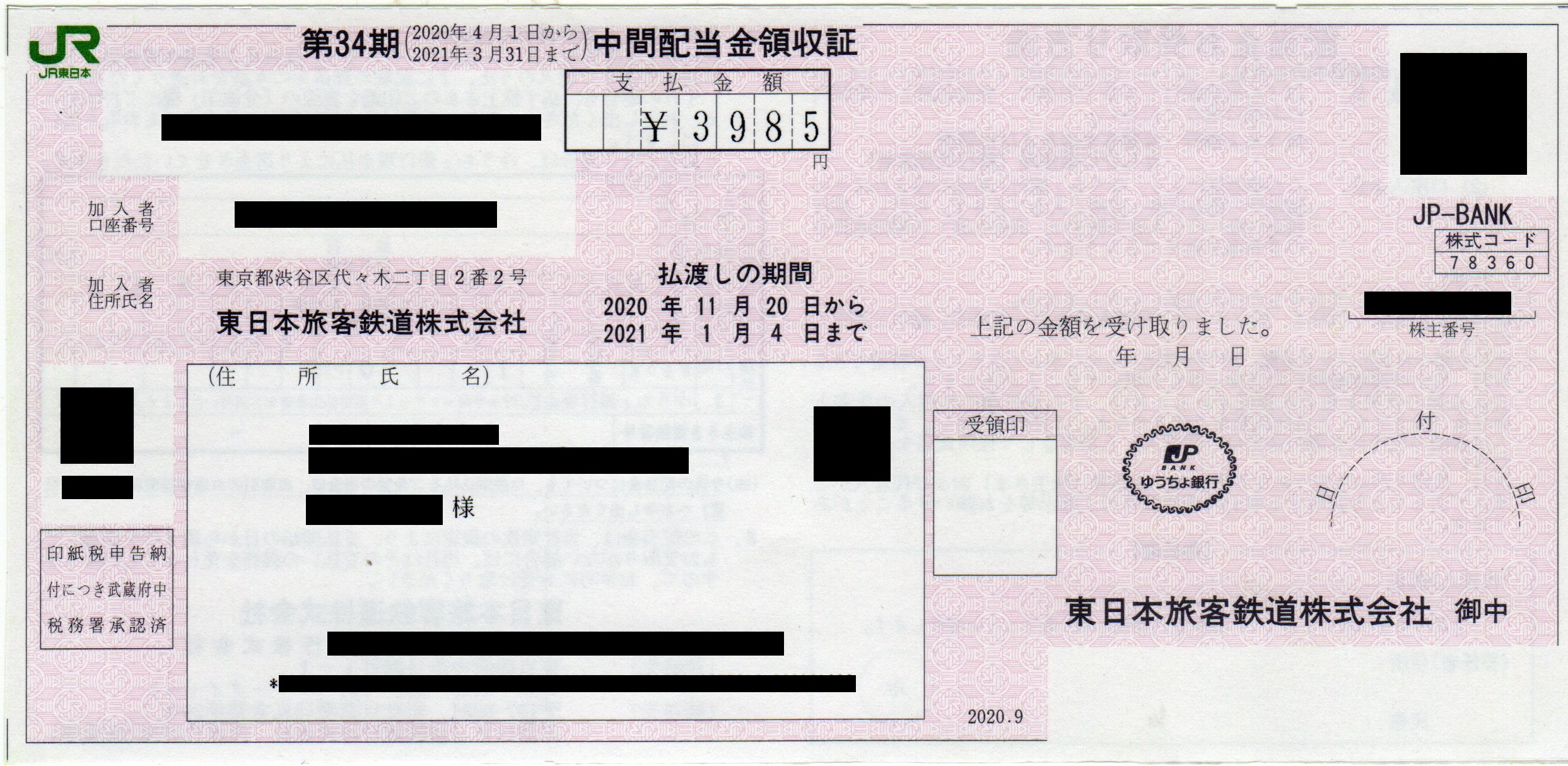
配当金領収証の例（東日本旅客鉄道株式会社発行）

配当金領収証（はいとうきんりょうしゅうしょう）とは、株主の具体化した配当請求権を表彰する証書。
領収証という名前がついているが、実際には株主が株式を有する会社に対する配当金の引換証である。

## 概要
会社が株主に配当金を分配する方法の一つとして、配当金領収証を発行する方法がある。株主は受け取った配当金領収証を、銀行等会社の委託を受けた指定金融機関（ほとんどの上場企業ではゆうちょ銀行）に持参すれば、現金と引き替え可能である。このように配当金領収証は容易に換金可能なため、配当金領収証は簿記上、現金として現金勘定で扱われる。2007年10月の郵政民営化まで大半の上場会社は「郵便振替支払通知書」を株主あて発送することで配当金の支払をしていたが、これも配当金領収証と同様の性格を有する。
指定金融機関での支払いには期限があり、これを過ぎた場合は株主名簿管理人に提出して支払いを受ける。
多くの上場会社等では、あらかじめ株主から配当金振込指定書の提出があった場合は、同書に記載の銀行口座に配当金を直接振り込む取扱いをしている。
配当金領収証は印紙税法上の16号文書となり、3,000円以上のものについては1通につき200円の印紙税が課税される。

## 仕訳例
法人株主が受取る配当金領収証は金融機関で現金に換えられるので、現金として記載。後の換金時には両替扱いとなる。
| 借方        | 貸方              |
| ----------- | ----------------- |
| 現金 10,000 | 受取配当金 10,000 |